# Église Notre-Dame-de-l'Assomption de Gustavia
Pour les articles homonymes, voir Notre-Dame-de-l'Assomption.
L'église Notre-Dame de l'Assomption de Gustavia est une église catholique située à Gustavia dans l'île de Saint-Barthélemy. Le clocher, le parvis et l'enclos sont protégés au titre des Monuments historiques.

## Historique
L'église fut achevée à l'automne 1829 après cinq années de construction. Gravement endommagée par le cyclone du 2 août 1837, elle a été réparée et ne fut rouverte qu'en 1842.
Le style est d'influence espagnole ce qui est inhabituel pour un édifice religieux dans les Antilles françaises. La façade principale a une seule ouverture voûtée. Pendant de nombreuses années, sa maçonnerie a été stuquée. De chaque côté de l'entrée se trouve une petite niche abritant une statue de saint encadrée par des piliers. L'intérieur est sobre avec des murs épais. Le sol est partiellement en marbre. La charpente du toit est masquée par un faux plafond en bois qui donne du volume à l'ensemble. Deux petites lucarnes facilitent la ventilation et éclairent l'église.
L'édifice repose sur un soubassement en pierres de plus de deux mètres de haut pour réduire les dommages causés par les vagues en cas de cyclone. Le bas-côté à l'Est est une adjonction récente. En 2006, grâce à une restauration très soignée, cette église Catholique a retrouvé sa beauté originelle.
De l'autre côté de la rue ont été réalisées une chapelle funéraire en l'honneur de la Sœur Armelle, morte en 1947 et une rotonde pour le Sacré-Cœur, en l'honneur des marins de Saint-Barthélemy. Sur la pente derrière l'église se trouvent le presbytère et le clocher, ce dernier ayant été construit à part sur la colline afin d'éviter d'endommager l'église en cas de chute des cloches en cas un cyclone, mais aussi pour que celles-ci soient entendues de partout dans la ville.

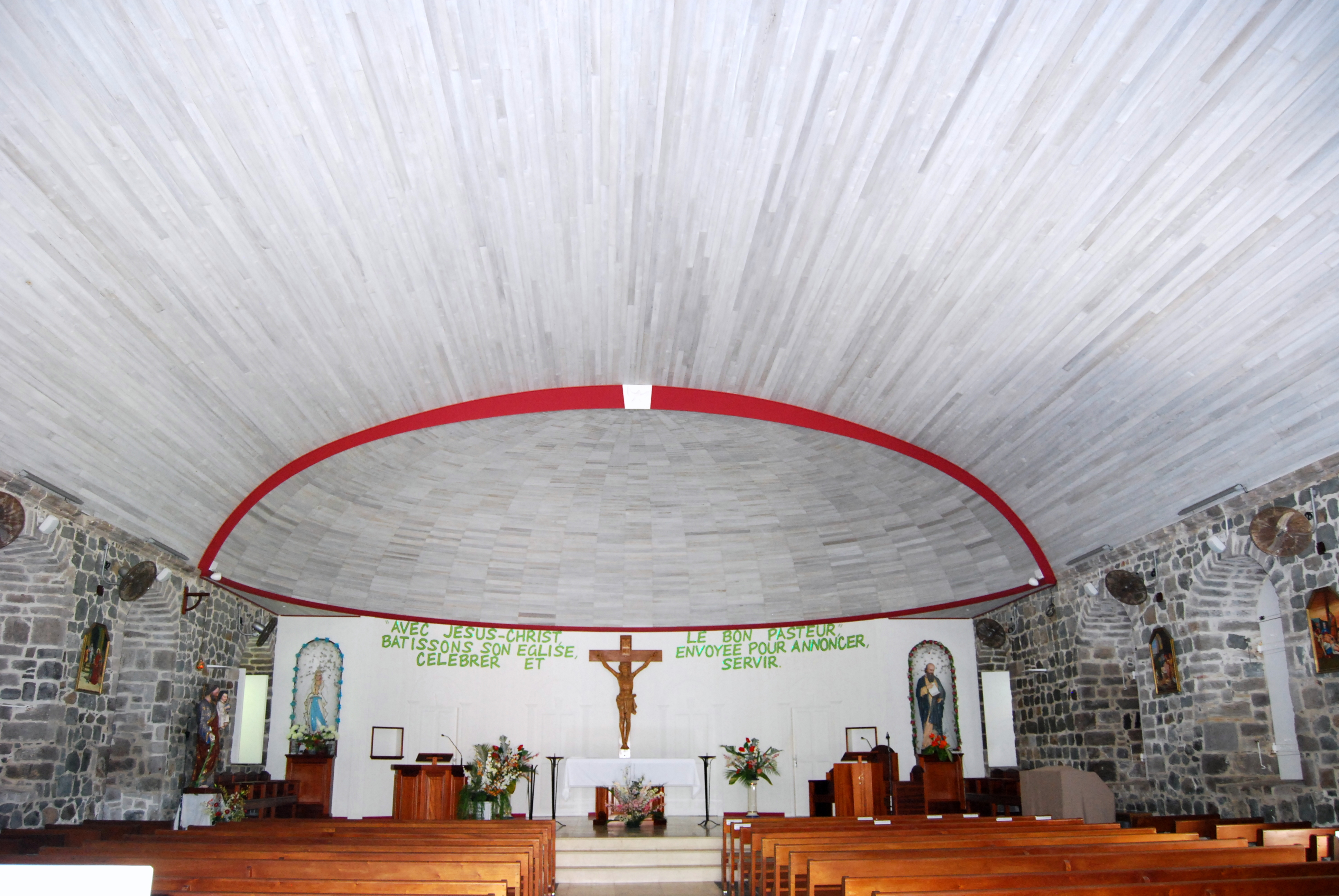
Intérieur de l'église.
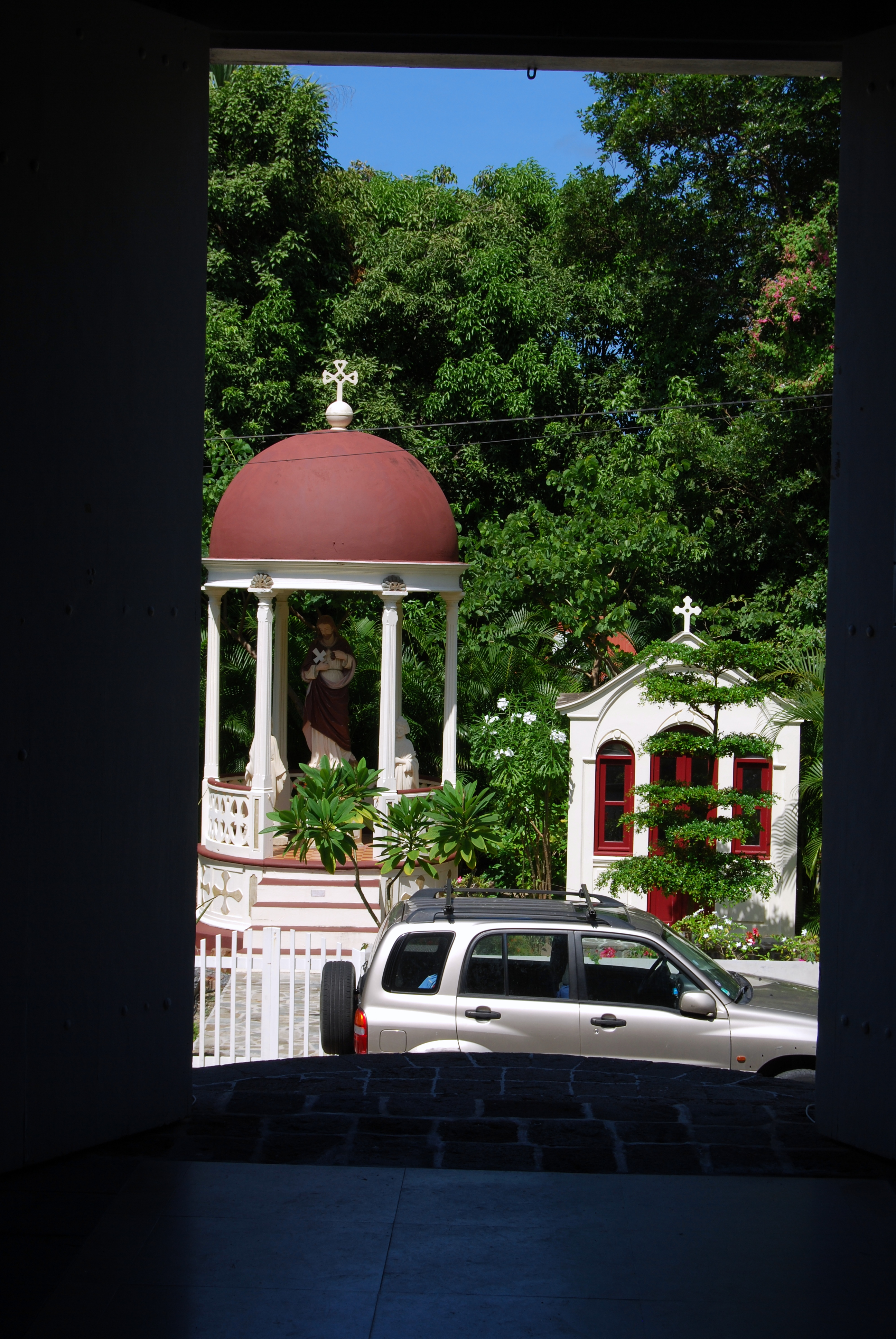
Rotonde et chapelle funéraire.

Cette église fait l’objet d’une inscription au titre des monuments historiques depuis le 1er août 1995.

### Source
- « Gustavia historique », sur saintbarth-tourisme.com, Comité territorial du tourisme (consulté le 5 mars 2012)